# Тринг

Тринг (англ. Tring) — город, входит в район Дакорум в графстве Хартфордшир, (Англия). Население на 2013 год 11,730 человек. Поселение упомянуто в Книге страшного суда. Статус т. н. торгового города получил в 1315 году.
В XIX веке в окрестностях Тринга находились наследственные владения Ротшильдов, Барон Ротшильд из Тринга — наследственный титул в системе Пэрства Соединённого королевства.

## Достопримечательности
- Зоологический музей имени Уолтера Ротшильда